# Яновський Микола Васильович
Яновський Микола Васильович (нар. 19 грудня 1938, с.Брустури Косівський район — пом. 12 грудня 2000 Івано-Франківськ) — український письменник, поет і прозаїк, тривалий час працював журналістом. Член Спілки письменників України, у 1999 році став лауреатом обласної премії імені Василя Стефаника (1999) за новели, опубліковані в журналі «Перевал», один з найяскравіших письменників новелістів другої половини 20 століття.

## Біографічні відомості
Микола Яновський народився в переддень 2-ї Світової війни в гуцульському селі Брустури (тепер Косівського району). Освіту здобував уже після війни на Косівщині, потім поступив і успішно закінчив факультет журналістики Львівського університету ім. І. Франка (1961). Здобувши фах, одразу ж почав працювати журналістом у районних газетах, пізніше осів в обласній молодіжні багатотиражці «Комсомольський прапор», був кореспондентом Івано-Франківського комітету з радіомовлення і телебачення,і редактором обласного науково-методичного центру народної творчості і культурно-освітньої роботи. Автор збірок оповідань «Танець дараби» і «Там, де хмари ночують», книжок повістей та оповідань «Весільної грали музики» (1979), «Гірське серце» (1987), художньо-документальних розповідей про народних митців Прикарпаття «Срібна пряжка» (1980).
В 1972 році вийшла в світ книга Миколи Яновського «Там, де хмари ночують» після чого її автора приймають до Національної спілки письменників України. Трохи пізніше він закінчує літературний інститут в Москві. З 1992 року Микола Яновський завідувач відділом критики і публіцистики Всеукраїнського літературно-художнього і громадсько-політичного журналу «Перевал» в місті Івано-Франківську.
Був жорстоко вбитий 12 грудня 2000 на 62-му році життя. Похований у селі Микитинцях, де він проживав останнім часом (6-й ряд, 6-а могила)
У 2008 році вийшла посмертна збірка оповідань і повістей М. Яновського «Гірське серце», присвячена 70-літтю від дня його народження, яку літературознавці визнали найкращою у творчості письменника.

## Творчі набутки
У своїй творчості Микола Яновський прибічник реалістичного письма, його твори утверджують людську гідність, кличуть цінувати на світі справжнє. Невтомний мандрівник Карпатами, він збирав перекази та оповідки від місцевого люду, всотував від народу його мудрість і ділився набутим у своїх творах.
Видання-збірки Миколи Яновського:
- «Весільної грали музики» повість та оповід. / Микола Яновський. - К. : Молодь, 1979. - 200 с.;
- «Гірське серце» повість, оповід. / Микола Яновський. - К. : Рад. письм., 1987. - 360 с.;
- «Срібна пряжка» / Микола Яновський. - Ужгород : Карпати, 1980. - 216 с. : іл.;
- «Там, де хмари ночують» / Микола Яновський. - Ужгород : Карпати, 1972. - 48 с.;
- «Танець дараби»/Микола Яновський. - К : Молодь, 1972. - 104 с.;
- «Гірське серце» / 2008 рік - посмертне видання (під редакцією Д. Юсипа та Є. Барана)

Окремі публікації творів Миколи Яновського:
- «Золото для тітки Докії» / М. Яновський // Оповідання-87: 3б. - К., 1988. - С. 414-426; Жовтень. - 1987. - № 6. - С. 56-60.
- «Коляда» : оповід. / М. Яновський // Перевал. - 1997. - № 3. - С.41-48.
- «Лісна» : новела / М. Яновський // Перевал. - 1998. - № 4. - С.73-75.
- «Наймолодший син»; «Кара» : новели / М. Яновський // Перевал. - 1996. - № 1.- С 134-139.
- «Хрещення»; «Кара»; «Устами книги» : новели / М. Яновський // Жито на камені. - Коломия, 1996. - С. 247-261.
- «Далеке сяйво»; «Срібляста куля»; «Міна»; «Зубач»; «Хрещення» : новели / М. Яновський // Перевал. – 1999. – № 4. – С. 10–42.